# 维克托·萨姆索诺夫
维克托·尼古拉耶维奇·萨姆索诺夫（俄语：Виктор Николаевич Самсонов，羅馬化：Viktor Nikolayevich Samsonov，1941年11月10日—2024年11月17日），苏联及俄罗斯军事人物，曾任俄罗斯联邦武装力量总参谋长兼俄罗斯联邦国防部第一副部长。大将军衔。

## 生平
1941年生于萨拉托夫州杜霍夫尼茨基。1959年毕业于索斯诺戈尔斯克的一所中学。
1960年8月参军，同年加入苏联共产党。1964年毕业于远东高等合成指挥学校，1972年毕业于伏龙芝军事学院，同年任近卫训练摩托化步兵第42师第71团参谋长兼副团长（驻格罗兹尼），同年调任第9师第121团参谋长兼副团长。1974年11月，任苏军北方集群坦克第20师近卫摩托化步兵第255团团长。1976年10月，任近卫坦克第90师参谋长兼副师长。1979年进入苏联总参军事学院学习，1981年毕业任外高加索军区摩托化步兵第127师师长。1983年9月，任第4集团军参谋长。1985年5月升任第4集团军司令。1987年5月至1990年6月，任外高加索军区参谋长兼第一副司令。1988年至1990年，兼任埃里温驻军司令。期间参加了亚美尼亚与阿塞拜疆之间的冲突。1990年7月至1991年12月，任列宁格勒军区司令。
1991年12月7日，任苏联武装力量总参谋长兼苏联国防部第一副部长，直至18天后苏联解体。1992年3月20日，任独立国家联合体联合武装部队总参谋长。1993年12月24日，任独立国家联合体军事合作协调参谋长。1996年10月，任俄罗斯联邦武装力量总参谋长。1997年5月22日在俄罗斯联邦国防会议上和国防部长罗季奥诺夫一同被叶利钦免职。1997年5月至11月，再次担任独立国家联合体军事合作协调参谋长。2002年退役。2006年11月退休。1999年12月，他在第三届国家杜马选举中落选。

## 荣誉
- 友谊勋章（1996年）
- 红旗勋章（1990年）
- 二级在苏联武装力量中为祖国服务勋章（1985年）
- 三级在苏联武装力量中为祖国服务勋章（1975年）
- 战功奖章（1968年）

## 军衔
- 上校（1979年11月）
- 少将（1983年11月）
- 中将（1986年10月）
- 上将（1990年10月）
- 大将（1996年1月25日）[3]